# Твердохліби (Калашниківський старостинський округ)
Твердо́хліби —  село в Україні, у Мачухівській сільській громаді Полтавського району Полтавської області. Населення становить 32 осіб. До 2017 орган місцевого самоврядування — Калашниківська сільська рада.

## Географія
Село Твердохліби знаходиться за 0,5 км від села Михайлики, за 2 км від села Твердохліби (Решетилівський район). Селом протікає пересихаючий струмок з загатою.

## Історія
12 червня 2020 року, відповідно до розпорядження Кабінету Міністрів України № 721-р «Про визначення адміністративних центрів та затвердження територій територіальних громад Полтавської області», село увійшло до складу Мачухівської сільської громади.
19 липня 2020 року, в результаті адміністративно - територіальної реформи та ліквідації Полтавського району(1925—2020, село увійшло до складу новоутвореного Полтавського району.